# Wudaokou
Wudaokou (chino simplificado: 五道口; pinyin: Wǔdàokǒu), que literaralmente significa en chino "quinto paso a nivel" de la línea de ferrocarril Jingbao, es un barrio del distrito Haidian, al noroeste de Pekín. Está situado a unos 10 km de distancia del centro de Pekín (Tian'anmen), entre el cuarto y el quinto anillo norte.
Esta zona cuenta con buenas conexiones de transporte público, principalmente la estación de Wudaokou perteneciente a la línea 13 de la red de Metro de Pekín (Beijing Ditie: 北京地铁）así como numerosas líneas de autobús que conectan Wudaokou con diferentes zonas de la ciudad.
Desde la década de 1960 se ha convertido en una importante zona comercial dentro del distrito de Haidian debido a la proliferación de escuelas en los alrededores. Sin embargo, urbanísticamente, la zona se caracterizaba hasta el año 2001 por consistir principalmente en viejos barrios hutong y bloques de apartamentos construidos a finales de la década de 1960. Es a partir del año 2001 cuando el desarrollo de la zona hace que esas viejas construcciones se reemplacen por grandes bloques de apartamentos de lujo y parques científicos.
Wudaokou está situado cerca de un gran número de universidades e institutos de investigación, incluyendo la Beijing Language and Culture University, Peking University, Tsinghua University y la China University of Geosciences, y, como consecuencia de ello, cuenta con una gran cantidad de estudiantes entre su población.
Esta zona también es conocida por el elevado número de estudiantes extranjeros con que cuenta, especialmente coreanos. Esta presencia internacional ha otorgado popularidad a esta zona y ello se ve reflejado en la proliferación de bares (Lush, Bar Loco, Touch 9...) y clubes (Propaganda, Club 13, D22...), que generalmente ofrecen precios inferiores a muchos locales similares en áreas más cénticas como Sanlitun o Houhai.
- Datos: Q1191930
- Multimedia: Wudaokou / Q1191930